# Hár, Jafnhár y Þriði

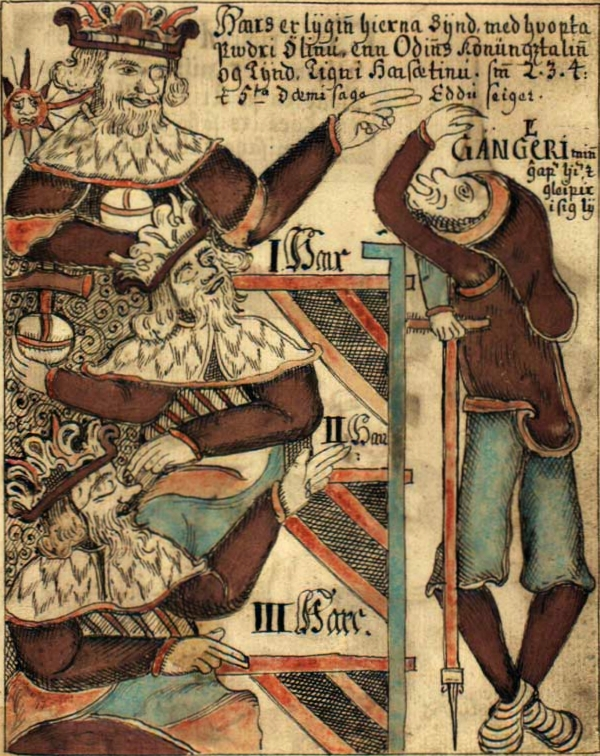
Hár, Jafnhár y Þriði conversan con Gangleri, manuscrito islandés del.

Alto, Igual de Alto y Tercero (nórdico antiguo Hár, Jafnhár, y Þriðji respectivamente) son tres personajes que responden a los interrogantes de Gangleri (descrito como el rey Gylfi disfrazado) en el libro Gylfaginning de la edda prosaica. Los tres personajes están sentados en tronos; Hár en el más bajo, Jafnhár en el medio, y Þriðji en el más alto. 
En el capítulo 20 de Gylfaginning se menciona que son pseudónimos del dios Odín.